# Servigliano
Servigliano là một đô thị ở tỉnh Ascoli Piceno ở vùng Marche, cách khoảng 60 km về phía nam của Ancona và khoảng 25 km về phía bắc của Ascoli Piceno. Đến thời điểm ngày 31 tháng 12 năm 2004, đô thị này có dân số là 2.349 người và diện tích là 18,5 km².
Servigliano giáp các đô thị: Belmonte Piceno, Falerone, Monte San Martino, Monteleone di Fermo, Penna San Giovanni, Santa Vittoria in Matenano.